# Цыганков, Александр Валерьевич
Алекса́ндр Вале́рьевич Цыганко́в (9 февраля 1968, Куйбышев, РСФСР, СССР) — советский и российский футболист, защитник и полузащитник. Тренер.

## Карьера
Воспитанник СДЮСШОР-5. Первый тренер — Ю. Замятин. Бронзовый призёр первенства РСФСР среди юношей 1984 г.
В 1994 году провел 3 игры в кубке УЕФА в составе камышинского «Текстильщика».

## Достижения
Вторая лига СССР по футболу (зональный этап)
- Победитель: 1989
- Серебряный призёр: 1991
- Бронзовый призёр: 1990

Первенство РСФСР по футболу
- Победитель: 1991

Первая лига России по футболу
- Серебряный призёр: 1995

## Клубная статистика
| Выступление           | Выступление      | Выступление      | Лига | Лига | Кубок | Кубок | Еврокубки | Еврокубки | Прочие | Прочие | Итого | Итого |
| Клуб                  | Лига             | Сезон            | Игры | Голы | Игры  | Голы  | Игры      | Голы      | Игры   | Голы   | Игры  | Голы  |
| --------------------- | ---------------- | ---------------- | ---- | ---- | ----- | ----- | --------- | --------- | ------ | ------ | ----- | ----- |
| Спартак (Житомир)     | вторая           | 1986             | 36   | 0    | —     | —     | —         | —         | —      | —      | 36    | 0     |
| Спартак (Житомир)     | вторая           | 1988             | 2    | 0    | —     | —     | —         | —         | —      | —      | 2     | 0     |
| Спартак (Житомир)     | Итого            | Итого            | 38   | 0    | —     | —     | —         | —         | —      | —      | 38    | 0     |
| / Крылья Советов      | вторая           | 1989             | 32   | 0    | —     | —     | —         | —         | —      | —      | 32    | 0     |
| / Крылья Советов      | вторая           | 1990             | 40   | 3    | —     | —     | —         | —         | —      | —      | 40    | 3     |
| / Крылья Советов      | вторая           | 1991             | 28   | 2    | —     | —     | —         | —         | —      | —      | 28    | 2     |
| / Крылья Советов      | высшая           | 1992             | 27   | 3    | 4     | 0     | —         | —         | —      | —      | 31    | 3     |
| / Крылья Советов      | высшая           | 1993             | 29   | 1    | 1     | 0     | —         | —         | 5      | 0      | 35    | 1     |
| / Крылья Советов      | высшая           | 1996             | 31   | 0    | 1     | 0     | —         | —         | —      | —      | 32    | 0     |
| / Крылья Советов      | высшая           | 1997             | 32   | 0    | 5     | 0     | —         | —         | —      | —      | 37    | 0     |
| / Крылья Советов      | высшая           | 1998             | 24   | 1    | 1     | 0     | —         | —         | —      | —      | 25    | 1     |
| / Крылья Советов      | высшая           | 1999             | 24   | 0    | —     | —     | —         | —         | —      | —      | 24    | 0     |
| / Крылья Советов      | высшая           | 2000             | 7    | 0    | —     | —     | —         | —         | —      | —      | 7     | 0     |
| / Крылья Советов      | Итого            | Итого            | 274  | 10   | 12    | 0     | —         | —         | 5      | 0      | 291   | 10    |
| Текстильщик (Камышин) | высшая           | 1994             | 25   | 4    | 2     | 1     | 3         | 0         | —      | —      | 30    | 5     |
| Текстильщик (Камышин) | Итого            | Итого            | 25   | 4    | 2     | 1     | 3         | 0         | —      | —      | 30    | 5     |
| Лада-Тольятти         | первая           | 1995             | 40   | 2    | 1     | 0     | —         | —         | —      | —      | 41    | 2     |
| Лада-Тольятти         | Итого            | Итого            | 40   | 2    | 1     | 0     | —         | —         | —      | —      | 41    | 2     |
| Всего за карьеру      | Всего за карьеру | Всего за карьеру | 377  | 16   | 15    | 1     | 3         | 0         | 5      | 0      | 400   | 17    |

## Тренер
| Должность             | Клуб                  | Начало работы  | Окончание работы | Результаты | Результаты | Результаты | Результаты | Результаты |
| Должность             | Клуб                  | Начало работы  | Окончание работы | И          | В          | Н          | П          | В %        |
| --------------------- | --------------------- | -------------- | ---------------- | ---------- | ---------- | ---------- | ---------- | ---------- |
| и.о. главного тренера | Сатурн (Раменское)    | 8 августа 2008 | 19 августа 2008  | 2          | 0          | 1          | 1          | 000,00     |
| и.о. главного тренера | Крылья Советов        | 15 ноября 2012 | 29 декабря 2012  | 4          | 1          | 0          | 3          | 025,00     |
| главный тренер        | Крылья Советов        | 6 августа 2013 | 30 апреля 2014   | 25         | 5          | 10         | 10         | 020,00     |
| главный тренер        | Крылья Советов (жен.) | 15 июня 2023   | 1 февраля 2024   | 16         | 2          | 2          | 12         | 012,50     |
| Всего                 | Всего                 | Всего          | Всего            | 47         | 8          | 13         | 26         | 017,02     |

## Достижения
- 2009 — Заслуженный ветеран ФК «Крылья Советов»